# تسرب الغاز في فيساخاباتنام
وقع حادث تسرب الغاز في فيساخاباتنام، بالإنجليزية Visakhapatnam gas leak أو Vizag gas leak، في مصنع LG Polymers الكيميائي في قرية RR Venkatapuram بالقرب من Gopalapatnam في ضواحي فيساخاباتنام، أندرا براديش، في الهند، في صباح يوم 7 مايو 2020. حيث انتشرت سحابة الغاز الناتجة عن الحادث على مساحة يبلغ نصف قطرها حوالي 3 كيلومترات (1.9   ميل)، مما أثر على المناطق والقرى المجاورة. بلغ عدد القتلى 13 فردًا حتى الساعة 5 مساء (UTC) من يوم 8 مايو، وتأثر أكثر من 1000 شخص.
وفقا للتحقيقات الأولية، يُشتبه في أن أسباب التسرب هي إجراءات الصيانة غير السليمة للوحدات التي تخزن غاز الستايرين، إضافة إلى التخزين غير السليم وأخطاء التشغيل. أعلنت حكومة ولاية أندرا براديش عن تعويضات بقيمة 1 كرور روبية (عشرة ملايين) لكل متوفى، وتعويضات بقيمة 30 كرور روبية لجميع المتضررين.

## الخلفية
تم إنشاء المصنع الكيميائي في قرية فينكاتابورام في عام 1961 باسم Hindustan Polymers. حيث يقوم بتصنيع البوليسترين ومنتجات البوليمر المشترك  والمركبات البلاستيكية للمهندسين. وفي عام 1978، تم دمجه مع شركة ماكدويل وشركاه. وفي وقت لاحق استحوذت عليه شركة LG Chem التي تتخذ من كوريا الجنوبية مقراً لها، والتي أعادت تسميته LG Polymers India في عام 1997.

## التسرب والتأثيرات

### المرافق والتسرب
في 7 مايو 2020، أعيد افتتاح المصنع بعد تنفيذ الإغلاق للحد من تأثير جائحة كورونا. يحتوي المصنع على 2,000 طن متري (2,000 طن كبير؛ 2,200 طن صغير) من الستايرين المخزن في خزانات. تم ترك الخزانات دون رقابة أثناء فترة الإغلاق. وكان من الواجب تخزين مونومر ستيرين في درجة حرارة بين 20–22 °م (68–72 °ف) وإلا فإنه سوف يتبخر بسرعة. يُعتقد أن خلل جهاز الكمبيوتر في نظام التبريد بالمصنع تسبب في ارتفاع درجة الحرارة وضغط البخار، وبين الساعة 2:30 و3:00 صباحا، أثناء القيام بالصيانة، تسرب الغاز من المصنع وانتشر إلى القرى والمناطق المجاورة.

رفضت شرطة فيساكاباتنام تقارير عن تسرب ثاني للغاز. وأعلنت أنه 
 "لا يُطلب من المواطنين إخلاء المنطقة إلا في نطاق دائرة نصف قطرها كيلومترين من البقعة كإجراء وقائي. ولا يحتاج الأشخاص خارج نطاق 2 كم إلى الإخلاء أو الخروج إلى الطريق. ونُقل عن مفوض الشرطة قوله "لا داعي للذعر." 

### الآثار الحادة
اعتبارًا من 7 مايو، انتشرت الأبخرة عبر دائرة نصف قطرها 3 كيلومتر (1.9 ميل). كانت خمس قرى هي RR Venkatapuram وPadmapuram وBC Colony وGopalapatnam وKamparapalem هي أكثر المناطق تضرراً. هرع مئات الأشخاص إلى المستشفيات يعانون من صعوبات في التنفس وحرقة في العينين. عُثر على الكثير ملقى على الأرض فاقدًا للوعي بسبب آثار الغاز. ووفقًا للتقدير الأولي فقد مات 11 شخصًا على الأقل، وكان 20-25 شخصًا في حالة حرجة. بحلول اليوم التالي ارتفع عدد القتلى إلى ثلاثة عشر. وبحسب ما ورد تأثر أكثر من 1000 شخص للغاز.

## الإغاثة والإنقاذ
وفقا لتقرير إعلامي فقد جرى إجلاء حوالي 200-250 عائلة من القرى على مسافة 5 كيلومتر (3.1 ميل) حول المصنع. ونُقل حوالي 300 شخص إلى المستشفى. أعلن رئيس وزراء أندرا براديش YS Jaganmohan Reddy عن تعويضات بقيمة 1 كرور روبية هندية (170٬000 دولار أمريكي) لأقرباء المتوفين. وأعلن كذلك عن 25000 روبية هندية (420 دولار أمريكي) لأولئك الذين تلقوا العلاج الأساسي، و1 لك روبية هندية (1٬700 دولار أمريكي) لأولئك الذين تلقوا العلاج لفترة أطول، و1 مليون روبية هندية (17٬000 دولار أمريكي) للحالات الموجودة على جهاز التنفس الصناعي.
اتخذت إجراءات لتحييد الغاز ومنع ضرره، حيث جرى نقل حوالي 500 كيلوغرام (1,100 رطل) من مضادات الأكسدة 4-tert-butylcatechol (PTBC) جواً من قِبل حكومة ولاية أندرا براديش وإرسالها إلى المصنع المعطل. نقلت الحكومة المركزية فريقًا متخصصًا (كيميائيًا وبيولوجيًا وإشعاعيًا ونوويًا) من القوة الوطنية للاستجابة للكوارث (NDRF) من بيون إلى الموقع أيضًا.

## التحقيقات
وفقا للتحقيق الأولي، يُعتقد أن خلل في صمام الغاز قد تسبب في هذا التسرب. كان التسرب من أحد خزاني كيميائيين تُركا دون مراقبة منذ مارس 2020 بسبب إغلاق كورونا. أدى خلل وحدة التبريد في الخزان إلى زيادة درجة الحرارة، مما تسبب في تبخر المادة الكيميائية السائلة. يشتبه في أن الغاز المسرب هو بخار الستايرين. ومع ذلك فقد ذكر الخبراء احتمال أن يكون هناك موادًا كيميائية أخرى قد تسربت أيضًا، لأنه من غير المرجح أن ينتشر الستايرين إلى 4 أو 5 كيلومتر (2.5 أو  3.1 ميل) بسبب خصائصه الكيميائية.

### الإجراءات القانونية
قدمت الشرطة المحلية تقريرًا أوليًا ضد LG Chem بموجب الأقسام التالية من من قانون العقوبات الهندي (IPC): البند 278 (جعل الجو ضارًا بالصحة)، والبند 284 (إهمال فيما يتعلق بالمواد السامة)، والبند 285 (إهمال فيما يتعلق بالحريق أو المواد القابلة للاحتراق)، والبند 337 (تسبب الأذى بفعل يهدد الحياة أو السلامة الشخصية للآخرين)، والبند 338 (التسبب في أذى خطير بسبب الفعل الذي يعرض الحياة للخطر) وأخيرًا البند 304 (التسبب في الموت من خلال القيام بأي عمل متهور أو إهمال لا يرقى إلى القتل العمد).

#### محكمة البيئة الوطنية
تم تقديم عريضة أمام محكمة البيئة الوطنية (NGT)، تطالب لجنة رفيعة المستوى بإجراء تحقيق في الحادث. وتشكلت هيئة برئاسة القاضي Adarsh Kumar Goel (رئيس محكمة البيئة)، وباشرت القضية في 8 مايو 2020.
يوم 8 مايو، أمرت المحكمة LG Polymers بإيداع مبلغ 50 كرور روبية هندية (8٫3 مليون دولار أمريكي) كمبلغ أولي لدى قاضي المقاطعة في فيشاكاباتانام للتخفيف من الأضرار الناجمة عن الحادث. وقد أصدرت إشعارات إلى مجلس مراقبة التلوث في ولاية أندرا براديش (APPCB)، والمجلس المركزي لمكافحة التلوث (CPCB)، ووزارة البيئة والغابات وتغير المناخ (MoEFCC)، طلبت فيها استجابات المجالس الفردية والوزارة. وشكلت أيضا لجنة لتقصي الحقائق من خمسة أعضاء للتحقيق في الحادث وتقديم تقرير إلى هيئة القضاء. ويشرف على اللجنة سيشايسايانا ريدي القاضي السابق في المحكمة العليا بأندرا براديش.

#### هيئة حقوق الإنسان
وأصدرت اللجنة الوطنية لحقوق الإنسان إخطارًا للدولة والحكومات المركزية بشأن الحادث. وانتقدت اللجنة الوطنية لحقوق الإنسان الحادث على أنه انتهاك جسيم للحق في الحياة. وقد طلبت من الحكومة المحلية تقريرًا مفصلاً عن عملية الإنقاذ والعلاج الطبي المقدم للأشخاص الذين تأثروا، إلى جانب الإغاثة المقدمة للأسر المتضررة.